# Oldřich Škácha
Oldřich Škácha (né le 16 octobre 1941 à Prague – mort le 29 mars 2014) est un photographe tchèque. Il s'est distingué dans la photographie documentaire et les portraits de personnalités de la République tchèque, dont Václav Havel, dont il était le photographe personnel.